# Calopertha truncatula
Calopertha truncatula is een keversoort uit de familie boorkevers (Bostrichidae). De wetenschappelijke naam van de soort is voor het eerst geldig gepubliceerd in 1881 door Ancey.